# Kosi toranj u Pisi
Kosi toranj je zvonik romaničke katedrale u Pisi, dio katedralnog kompleksa u Pisi. Izgradnja tornja započela je 1173. godine, ali su radovi nakon izgradnje trećeg kata obustavljeni zbog poniranja tla pod tornjem. Izgradnja je nastavljena 1275. godine i već ga se tad pokušalo »ispraviti«. Toranj se nalazi iza katedrale u Pisi i treća je najstarija građevina na gradskom katedralnom trgu (Piazza del Duomo), nakon katedrale i krstionice u Pisi. Dugi niz godina dizajn se pripisivao Bonannu Pisanu, poznatom umjetniku iz 12. stoljeća, poznatom po svom lijevanju bronce. Komad odljevka s njegovim imenom otkriven je u podnožju kule 1820. godine, ali to je možda povezano s brončanim vratima na pročelju katedrale koja su uništena 1595. Čini se da studija iz 2001. godine pokazuje da je Diotisalvi bio izvorni arhitekt, zbog vremena gradnje i afiniteta s drugim Diotisalvijevim radovima, posebno zvonikom San Nicola i krstionicom, oba u Pisi. Do 1301. godine izgrađena su još tri kata, a sedmi je kat završen krajem 14. stoljeća. Toranj je visok 55 m, promjer mu je 16 m, a vrh mu je nagnut 4 m u odnosu na temelje. Naginjao se u prosjeku 1 mm godišnje, te je stoga bio je zatvoren za posjete od 1990. do 2001. godine zbog građevinskih zahvata kojima se pokušalo zaustaviti naginjanje. Tom prilikom toranj je ispravljen za 45 cm te je ponovno otvoren za javnost. 